# Giorni di sole cocente
Giorni di sole cocente (陽光燦爛的日子T, 阳光灿烂的日子S, Yángguāng cànlàn de rìziP) è un film del 1994 diretto da Wen Jiang.